# 查尔斯·艾略特
查尔斯·威廉·艾略特（英語：Charles William Eliot，1834年3月20日—1926年8月22日）是一位美国学者。他在1869年当选为哈佛大学校长。艾略特把一个地方院校转变成了一所美国知名的研究型大学。直到1909年结束校长任期，艾略特是美国大学历史上在位时间最长的校长。曾在袁世凯寻求称帝的合法性时给予过帮助，为其派遣过一位名为弗兰克·古德诺的宪法顾问。

## 生平
1834年出生于美国马萨诸塞州波士顿，父亲是政治家萨缪尔·阿特金斯·艾略特（Samuel Atkins Eliot），查尔斯·艾略特·诺顿是他的表哥。1853年，他自哈佛学院毕业，随后留校，曾是该校化学教授，1869年当选哈佛校长后开启对哈佛的改革。